# マンチェスター・アリーナ
マンチェスター・アリーナ（Manchester Arena、命名権名義ではAO Arena）はイギリス・マンチェスターにある屋内競技場。収容人数は21,000人。

## 概要
1995年にNYNEXアリーナとして開場し、オリンピックの会場としても使用する予定だったが、1996年・2000年のいずれも落選。2002年のコモンウェルズゲームではボクシングとネットボールの会場として使用された。2001年にはアメリカのエンターテイメント雑誌「Pollstar」のInternational Venue Of The Yearを受賞し、年間155のイベントが行われており、そのほとんどがコンサートやスポーツイベントに使用されている。コンサートチケットの売上に基づくと、2001年から2007年まで「世界で最も忙しいコンサート会場」であった。
プロレスWWE、1999年にチャンピオンズリーグで優勝したマンチェスター・ユナイテッドの祝勝会、2008年世界短水路選手権やボクシングの世界タイトルマッチなど、世界規模のイベントが開催されている。
以前は命名権を得た企業により「NYNEXアリーナ」、「マンチェスター・イブニング・ニュース・アリーナ」、「フォンズ4uアリーナ」、などの呼称が使われていたが、2015年以降命名権は使われていない。

## 出来事
- 2017年5月22日夜、アリアナ・グランデのコンサート直後に爆発があり、22人が死亡、59人が負傷した[4]。

## アクセス
マンチェスター・ヴィクトリア駅に隣接している。